# Calamagrostis conferta
Calamagrostis conferta là một loài thực vật có hoa trong họ Hòa thảo. Loài này được (Keng) P.C.Kuo & S.L.Lu mô tả khoa học đầu tiên năm 1983.